# Jenny Whittle
Jenny Whittle (5 de setembro de 1973) é uma ex-basquetebolista profissional australiana, medalhista olímpica.

## Carreira
Jenny Whittle integrou a Seleção Australiana de Basquetebol Feminino, em Sydney 2000, conquistando a medalha de prata.